# Гості мого дому
«Гості мого дому» — український короткометражний фільм, режисера Олега Федченка.

## Про фільм
“Гості мого дому” – це розповідь на піску, головна героїня – пляшечка, яка є екстраполятором емоцій дійових осіб, яких ми бачимо лише на фактурі піску, тінях на ньому та відбитках. Це невеликий метафізичний етюд, який дає змогу замислитись які сліди ми залишаємо в цьому світі.

## Синопсис
…чи можна бачити істину, або явище насправді, чи лиш позірну оболонку… Складно змалювати неясні, підсвідомі бажання. Так само не менш складно розповісти про них звичайною людською мовою. Мовою кадру? — безумовно.
Це можна назвати невеликим метафізичним етюдом. Є предмет навколо якого все розгортається, є дійові особи, колізія з конфліктами, от тільки відсутні чіткі обриси подій позірного існування. Чи варто про них у невеликому анімаційному фільмі? Нехай кожен нафантазує те, що дозволить йому «виховання». Існує лише одна площина серед якої та через яку все відбувається. Пісок. Головний герой та екстраполятор емоцій дійових осіб. Він мусить стати відбитком оточуючого світу, який в свою чергу зможе розповісти невеликі людські історії. Себто у кадрі існує тільки фактура піску, тіні на ньому, відбитки персонажів, ознаки їх життєдіяльності та звуки, які супроводжують існування ПІСКУ. Якщо більш детально, то це є три образи: пісок, порожня пляшка, тіні «тимчасових героїв», донесених до глядача через відбитки на звичайному морському піску.

## Нагороди
- HIGHLY COMMENDED CERTIFICATE на МКФ "Золотий лицар" (Мальта), http://www.goldenknightmalta.org/ [Архівовано 16 грудня 2014 у Wayback Machine.], 2014 р.
- Найкращий анімаційний фільм на МКФ "Silafest" (Сербія), http://www.silafest.com/ [Архівовано 15 червня 2016 у Wayback Machine.], 2014 р.
- Нагорода за найкращу анімаційну техніку на міжнародному фестивалі анімаційних фільмів TOFUZI (Грузія), http://www.adf.ge/ [Архівовано 16 травня 2014 у Wayback Machine.], 2014 р.
- TASI Viewers Choice Award на МКФ "The Animation Society of India (TASI)"(Індія), http://tasionline.org/ [Архівовано 13 листопада 2014 у Wayback Machine.], 2014 р.
- Нагорода THE PRIZE OF THE ERDÉLY TELEVISION на фестивалі Alter-Native ISFF (Румунія), http://www.madisz.ro/ [Архівовано 12 червня 2016 у Wayback Machine.], 2014 р.
- Диплом Special Eco Mention на МКФ "Fuencaliente" (Іспанія), https://web.archive.org/web/20141009014303/http://fuencaliente.ruralfilmfest.com/, 2014 р.

## Відбір до офіційних конкурсних програм фестивалів
- Міжнародний фестиваль короткометражних анімаційних фільмів  "Cortoons" (Італія), http://www.cortoons.it/ [Архівовано 26 жовтня 2014 у Wayback Machine.], 2014 р.
- Міжнародний фестиваль фільмів про довкілля "Filmambiente"(Бразилія), http://www.filmambiente.com/ [Архівовано 9 листопада 2014 у Wayback Machine.], 2014 р.
- Одеський Міжнародний Кінофестиваль (Україна), http://oiff.com.ua/ [Архівовано 11 травня 2012 у WebCite], 2014 р.
- Львівський міжнародний кінофестиваль "Wiz-art" (Україна), http://wiz-art.ua/ [Архівовано 10 жовтня 2016 у Wayback Machine.], 2014 р.
- Міжнародний фестиваль екологічних фільмів "Fuencaliente" (Іспанія), https://web.archive.org/web/20141009014303/http://fuencaliente.ruralfilmfest.com/, 2014 р.
- Міжнародний фестиваль анімаційних фільмів "Anibar" (Косово), http://anibar.com/ [Архівовано 13 листопада 2014 у Wayback Machine.], 2014 р.
- Міжнародний фестиваль анімаційних фільмів "КРОК" (Україна), http://krokfestival.com/ [Архівовано 18 листопада 2014 у Wayback Machine.], 2014 р.
- Міжнародний фестиваль короткометражних анімаційних фільмів TASI Viewer’s Choice Awards (Індія), http://tasionline.org/ [Архівовано 13 листопада 2014 у Wayback Machine.], 2014 р.
- Міжнародний кінофестиваль "Anonimul" (Румунія), http://www.festival-anonimul.ro/ [Архівовано 29 травня 2018 у Wayback Machine.], 2014 р.
- Міжнародний фестиваль фільмів про довкілля "Ecologico" (Італія), https://web.archive.org/web/20130328214446/http://ecologicofilmfestival.it/, 2014 р.
- Міжнародний фестиваль фільмів екологічної та туристичної тематики "Silafest" (Сербія), http://www.silafest.com/ [Архівовано 15 червня 2016 у Wayback Machine.], 2014 р.
- Міжнародний анімаційний кінофестиваль "Croq'Anime" (Франція), http://croqanimeng.wix.com/site [Архівовано 18 листопада 2014 у Wayback Machine.], 2014 р.
- Міжнародний кінофестиваль "Witney" (Велика Британія), http://www.witneyfilm.com/ [Архівовано 14 травня 2018 у Wayback Machine.], 2014 р.
- Міжнародний фестиваль короткометражних фільмів "Sedicicorto" (Італія), http://www.sedicicorto.it/ [Архівовано 7 жовтня 2014 у Wayback Machine.], 2014 р.
- Міжнародний кінофестиваль "Un Festival c’est trop court" (Франція), http://www.nicefilmfestival.com/ [Архівовано 10 січня 2016 у Wayback Machine.], 2014 р.
- Міжнародний анімаційний кінофестиваль (FIA) (Уругвай), http://www.fiauy.com/ [Архівовано 18 листопада 2014 у Wayback Machine.], 2014 р.
- Міжнародний кінофестиваль "Tofuzi" (Грузія), http://www.adf.ge/ [Архівовано 16 травня 2014 у Wayback Machine.], 2014 р.
- Міжнародний фестиваль короткометражних фільмів у Вільнюсі (Литва), http://www.filmshorts.lt/ [Архівовано 17 листопада 2014 у Wayback Machine.], 2014 р.
- Міжнародний кінофестиваль "Asiana" (Південна Корея), https://web.archive.org/web/20141030103030/http://www.aisff.org/, 2014 р.
- Міжнародний кінофестиваль "Visioni Corte" (Італія), http://www.visionicorte.it/ [Архівовано 13 листопада 2014 у Wayback Machine.], 2014 р.
- Міжнародний кінофестиваль "ALTER-NATIVE 22" (Румунія), http://www.madisz.ro/ [Архівовано 12 червня 2016 у Wayback Machine.], 2014 р.
- Міжнародний кінофестиваль "Golden Knight" (Мальта), http://www.goldenknightmalta.org/ [Архівовано 16 грудня 2014 у Wayback Machine.], 2014 р.
- Міжнародний анімаційний кінофестиваль ReAnimania (Вірменія), http://www.reanimania.com/ [Архівовано 12 листопада 2014 у Wayback Machine.], 2014 р.
- Міжнародний кінофестиваль "Olympia" (Греція), http://olympiafestival.gr/ [Архівовано 13 листопада 2014 у Wayback Machine.], 2014 р.
- Міжнародний кінофестиваль "Zubroffka" (Польща), http://www.zubroffka.pl/ [Архівовано 2 грудня 2014 у Wayback Machine.], 2014 р.
- Міжнародний кінофестиваль "Animateka" (Словенія), http://www.animateka.si/ [Архівовано 30 жовтня 2013 у Wayback Machine.], 2014 р.
- Міжнародний кінофестиваль "Kyrgyzstan – Land of Short Films" (Киргистан), https://web.archive.org/web/20150507193756/http://www.kyrgyzshortfilm.org/, 2014 р.
- Міжнародний кінофестиваль "Certamen de Cine Corto" (Испанія), http://acserranomatiega.es.tl/ [Архівовано 24 грудня 2015 у Wayback Machine.], 2014 р.
- Міжнародний кінофестиваль "Kontrast" (Німеччина), http://www.kontrast-filmfest.de/ [Архівовано 14 листопада 2015 у Wayback Machine.], 2015 р.
- Міжнародний кінофестиваль короткометражних фільмів в Больцано "Без слів" (Італія), http://www.operenuove.it/ [Архівовано 21 жовтня 2020 у Wayback Machine.], 2015 р.
- Київський міжнародний фестиваль короткометражних фільмів (Україна), http://www.kisff.org/ [Архівовано 27 листопада 2020 у Wayback Machine.], 2015 р.